# Liebesgeschichten (Fernsehserie, 1990)
Liebesgeschichten ist eine von der ARD produzierte Fernsehserie, die im Jahr 1990 von deren Regionalsendern im Vorabendprogramm ausgestrahlt wurde.

## Handlung
Die geschilderten Episoden über zwischenmenschliche Beziehungen sind in sich abgeschlossen und mit wechselnden Schauspielern besetzt. Nicht immer geht es um die Liebe zwischen Mann und Frau. Die Geschichte einer Folge beispielsweise dreht sich um einen Großvater und seinen Enkel. In einer anderen Folge lernt ein Radiomoderator, der Frau und Geliebte hat, seine Traumfrau kennen. Drei Yuppies genießen das Leben und lassen kein Vergnügen aus, bis einer von ihnen sich wegen einer Frau von den anderen absondert ...
Die teils halbstündigen, teils einstündigen Folgen liefen in den regionalen Vorabendprogrammen. Jede ARD-Anstalt steuerte ihre eigenen Episoden bei und zeigte auch die Folgen der anderen Sender, aber nicht immer alle Episoden.

## Schauspieler
Folgende prominente Darsteller spielten in der Serie die Haupt- oder Nebenrollen: Marianne Sägebrecht, Christine Neubauer, Michael Roll, Herbert Bötticher, Peer Augustinski, Katja Riemann, Jan Fedder, Walter Sittler, Iris Berben, Sabine Kaack, Olivia Pascal, Elisabeth Wiedemann, Karl Lieffen, Joachim Król, Charles Regnier und Helmut Zierl.

## Regie und Drehbuch
Für die Regie der einzelnen Episoden waren unter anderen Alexander von Eschwege, Rainer Boldt, Oliver Hirschbiegel, Dagmar Bedbur, Jürgen Klauß, Carlo Rola, Dagmar Damek, Dani Levy und Sönke Wortmann zuständig.
Zu den Drehbuchautoren gehörten Gert Loschütz und Neithardt Riedel.

## Episoden
Alle Folgen wurden im Jahr 1990 zum ersten Mal ausgestrahlt.
| Folge | Titel                   |
| ----- | ----------------------- |
| 1     | Tina und Leopold        |
| 2     | Der Klavierklüngel      |
| 3     | Überraschung in D-Dur   |
| 4     | Planetarium der Gefühle |
| 5     | Der Rosenhain           |
| 6     | Der Eistaucher          |
| 7     | Terminprobleme          |
| 8     | Frauen sind keine Engel |
| 9     | Jugendliebe             |
| 10    | Schichtwechsel          |
| 11    | Das Geschenk            |
| 12    | Die andere Frau         |
| 13    | Kotte und Klara         |
| 14    | Da capo                 |
| 15    | Nix passiert            |
| 16    | Die blaue Blume         |
| 17    | Die Hochzeit des Figaro |

| Folge | Titel                        |
| ----- | ---------------------------- |
| 18    | Sprachlos                    |
| 19    | Schleichwege                 |
| 20    | Abschlussfeier               |
| 21    | Siam                         |
| 22    | Viel Lärm um was             |
| 23    | Fragen Sie Frau Clarissa     |
| 24    | Ein anderer Abend            |
| 25    | Der Froschkönig              |
| 26    | Das Puzzle                   |
| 27    | Zwei Karten für die Oper     |
| 28    | Ein bißchen zuviel           |
| 29    | Sascha und Daniel            |
| 30    | Abgeschleppt                 |
| 31    | Selbst ist der Mann die Frau |
| 32    | Man nehme …                  |
| 33    | Bitte sprechen Sie … jetzt   |